# 729034 Yinqiang
729034 Yinqiang è un asteroide della fascia principale esterna. Scoperto nel 2010, presenta un'orbita caratterizzata da un semiasse maggiore pari a 3,157019 UA e da un'eccentricità di 0,205384, inclinata di 16,508290° rispetto all'eclittica.